# Вулиця Павла Усенка
Ву́лиця Павла́ Усе́нка — вулиця в Дніпровському районі міста Києва, житловий масив Соцмісто. Пролягає від проспекту Леоніда Каденюка до вулиці Роберта Лісовського.
Прилучаються вулиці Пластова і Гната Хоткевича. У відтинку між вулицями Гната Хоткевича та Роберта Лісовського існує проміжок у проляганні вулиці.

## Історія
Вулиця виникла в середині XX століття під назвою Нова. З 1955 року — Новомосковська вулиця. Сучасна назва на честь українського поета П. М. Усенка — з 1976 року.

## Установи та заклади
- Дарницьке трамвайне депо (буд. № 6);